# Alexandre Samuel
Alexandre "Tande" Ramos Samuel, född 20 mars 1970 i Resende, är en brasiliansk före detta volleybollspelare. Samuel blev olympisk guldmedaljör i volleyboll vid sommarspelen 1992 i Barcelona.